# سنتاوو
سنتاوو (به اسپانیایی: Centavo) (به پرتغالی: Centavo)، جمع آن سنتاووس (به اسپانیایی: Centavos) (به پرتغالی: Centavos) واژه اسپانیایی و پرتغالی است، که از "centum" لاتین برگرفته شده‌است، برگردان آن به فارسی "صد - Cent" با پسوند "آوو - "AVO" است، که برگردان آن به فارسی "بخش" یا "فراکسیون" است. "Centavo" به فارسی "یک صدم" برگردان می‌شود.
سنتاوو یک یکای پول کسری است (۱/۱۰۰ یکای پول)، که برای نشان دادن یک صدم از یک یکای پول پایه در بسیاری از کشورها در سراسر جهان به کار گرفته می‌شود.
به نمونه ۱$ پزو مکزیک = ۱۰۰¢ سنتاوو.
یا به نمونه ۱۰$ پزو مکزیک = ۱۰۰۰¢ سنتاوو.
|  |  |  |

## کشورهای که امروزه سنتاوو را به کار می‌گیرند
| نام کشور        | یکای پول  | بیان |
| --------------- | --------- | --- |
| آرژانتین        | پزو       | [ ۱ ] |
| بولیوی          | بولیویانو | [ ۲ ] |
| برزیل           | رئال      | [ ۳ ] |
| کیپ ورد         | اسکودو    | |
| شیلی            | پزو       | تا ۱۹۸۴ میلادی (۱۳۶۲ خورشیدی) به خاطر کاهش ارزش یکای پول دیگر استفاده نمی‌شود.                              |
| کلمبیا          | پزو       | |
| جمهوری دومینیکن | پزو       | |
| تیمور شرقی      | دلار      | تیمور شرقی از دلار آمریکا را به عنوان یکای پول خود به کار می‌گیرد، گرچه این کشور سکه‌های سنتاوو خود را دارد. |
| اکوادور         | دلار      | اکوادور از دلار آمریکا را به عنوان یکای پول خود به کار می‌گیرد، گرچه این کشور سکه‌های سنتاوو خود را دارد.    |
| گواتمالا        | گوتزال    | [ ۴ ] |
| هندوراس         | لمپیرا    | [ ۵ ] |
| مکزیک           | پزو       | [ ۶ ] [ ۷ ] [ ۸ ] [ ۹ ]                                                                                    |
| موزامبیک        | متیکال    | |
| نیکاراگوئه      | کوردوبا   | [ ۱۰ ] |
| فیلیپین         | پزو       | [ ۱۱ ] |